# Skaly Prichudlivye
Die Skaly Prichudlivye (englische Transkription von russisch Скалы Причудливые Skaly Pritschudliwyje, deutsch ‚Bizarre Felsen‘) sind eine Gruppe von Felsvorsprüngen an der Ingrid-Christensen-Küste des ostantarktischen Prinzessin-Elisabeth-Lands. Sie ragen östlich der Brattstranda am westlichen Ende des Ranvikbreen am Südostufer der Prydz Bay auf.
Russische Wissenschaftler benannten sie deskriptiv.